# Carte da gioco

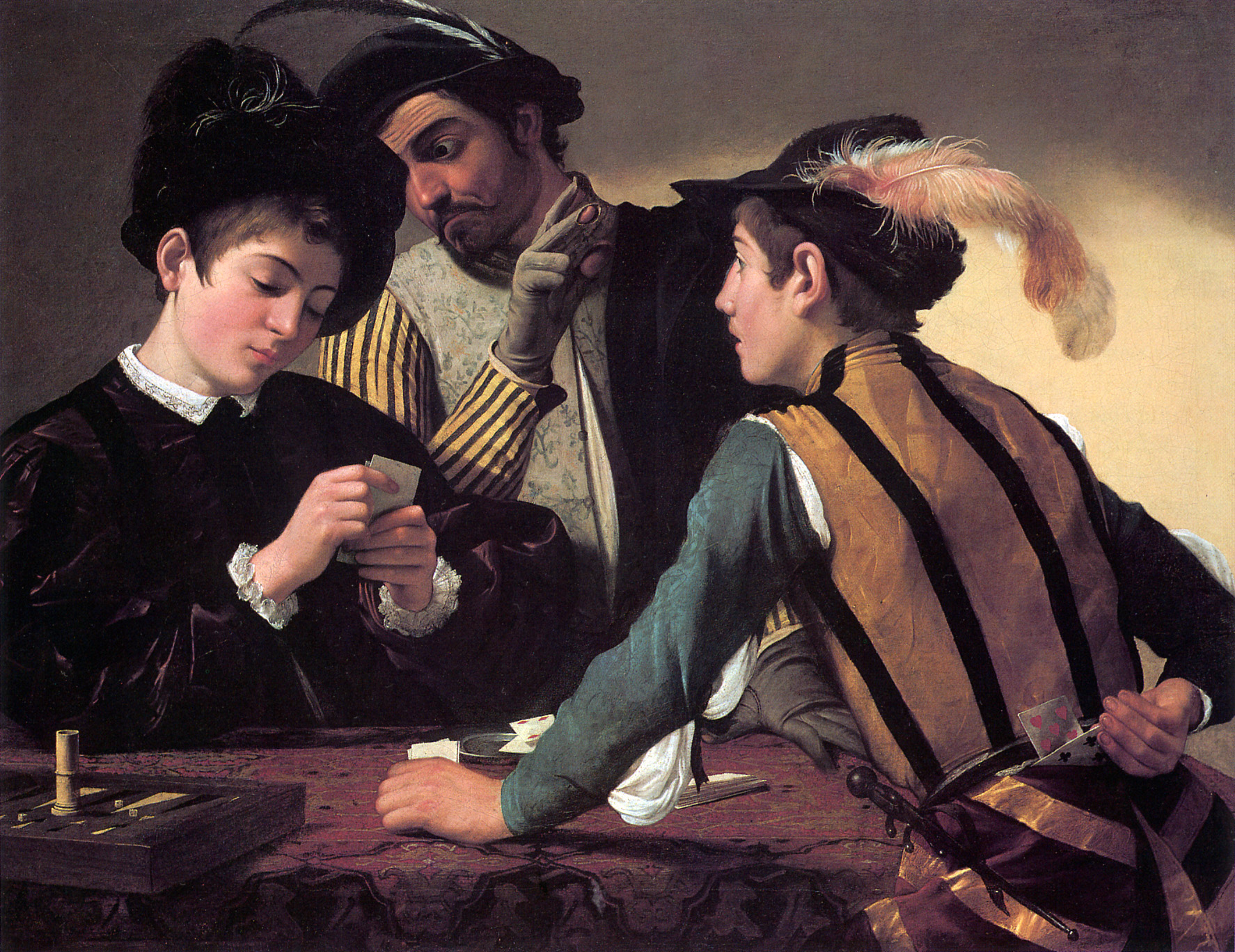
Caravaggio, I bari, olio su tela, 1594 (Fort Worth, Kimbell Art Museum)

Le carte da gioco sono normalmente tessere di forma rettangolare (rotonde in India) di carta pesante o di plastica, di dimensioni adeguate per essere tenute in una mano, usate per praticare giochi di carte. Una serie completa viene detta mazzo.
Un lato di ogni carta, il fronte o la faccia, porta dei segni che la distinguono dalle altre e determinano il suo uso nelle regole di un particolare gioco, mentre l'altro, il dorso o il retro, è identico per tutte le carte di un mazzo, generalmente con motivo astratto. Nella maggioranza dei giochi le carte sono raggruppate in un mazzo ed il loro ordine viene reso casuale mediante una procedura detta mescola, per fornire un elemento di casualità nel gioco.
Le carte da gioco sono alcuni degli strumenti più usati dagli illusionisti, così come nelle pratiche occulte quali la cartomanzia. 
Sono anche oggetto di collezionismo (distintamente dalle carte realizzate apposta per giochi di carte collezionabili): mazzi nuovi o speciali sono prodotti comunemente per i collezionisti, spesso con temi politici, culturali o educativi. Le carte da gioco sono anche usate per fare costruzioni come castelli a uno o più piani.

## Storia

### Origini

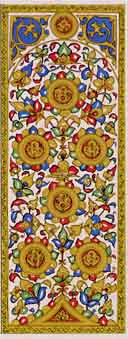
Sette di denari del mazzo di carte mamelucche del XV secolo

L'origine delle carte da gioco è ignota, ma le prime testimonianze del loro uso risalgono alla Cina poco dopo l'invenzione della carta, forse attorno al X secolo. Le antiche cinesi "carte moneta" avevano tre "semi": Jian o Qian (monete), Tiao (stringhe di monete, dove il nome stringa si riferisce al foro centrale che le monete cinesi avevano per poterle appendere e impilare su una corda), Wan (diecimila), e a questi si aggiungevano altre tre carte singole Qian Wan (Migliaia di Diecimila), Hong Hua (Fiore Rosso) e Bai Hua (Fiore Bianco). Queste erano rappresentate da ideogrammi con numerali da 2 a 9 sui tre semi. Wilkinson suggerisce che le prime carte siano state in realtà denaro reale e che fossero contemporaneamente lo strumento di gioco e la posta scommessa. Le tessere del moderno Mah Jong e del domino si sono probabilmente evolute da queste prime carte da gioco. La parola cinese p'ai viene usata per descrivere sia le carte che le tessere da gioco.
Il tempo e i modi dell'introduzione delle carte da gioco in Europa è oggetto di discussioni. Il 38º canone del Concilio di Worcester (1240) viene spesso citato come dimostrazione dell'esistenza delle carte in Inghilterra alla metà del XIII secolo, ma i giochi de rege et regina che vi vengono menzionati più probabilmente erano gli scacchi. Il fatto che Francesco Petrarca nel De remediis utriusque fortunae, opera scritta poco dopo il 1355 in cui si occupa di giochi d'azzardo, non accenni mai alle carte da gioco rende molto improbabile che a quell'epoca si fossero già diffuse in Europa. Anche altri scrittori dell'epoca (tra cui Giovanni Boccaccio e Geoffrey Chaucer) citano o si riferiscono a vari giochi, senza mai accennare alle carte. In altre opere coeve, supponiamo dunque che la parola "carte" sia frutto di una errata traduzione o interpolazione.
È probabile che le antenate delle moderne carte da gioco siano arrivate in Europa attraverso i contatti con i Mamelucchi egiziani alla fine del XIV secolo, e per quell'epoca avevano già assunto una forma molto simile a quella odierna. In particolare il mazzo dei Mamelucchi conteneva 52 carte, che formavano quattro semi: Jawkān (bastoni da polo), Darāhim (denari), Suyūf (spade) e Tūmān (coppe). Ogni seme conteneva dieci carte, numerate da 1 a 10, e tre figure (o carte di corte) chiamate malik (re), nā'ib malik (viceré) e thānī nā'ib (secondo viceré). Le figure mamelucche mostravano disegni astratti senza ritrarre persone (a causa della legge islamica che vietava di ritrarre figure umane), ma riportavano il nome di ufficiali dell'esercito. Un mazzo completo di carte da gioco mamelucche risalente al XV secolo fu scoperto da Leo Ary Mayer nel Topkapı Sarayı Museum di Istanbul nel 1939; comunque le sue carte corrispondono a quelle di un frammento di mazzo datato tra il XII e il XIII secolo. Ci sono alcune prove che suggeriscono che questo mazzo si sia evoluto da un mazzo precedente composto da 48 carte che aveva solo due figure per seme ed alcune altre prove sembrano suggerire che le prime carte cinesi arrivate in Europa siano passate per la Persia che a sua volta ha influenzato i Mamelucchi.
Si ignora se queste carte abbiano influenzato le carte indiane usate nel gioco della Ganjifa o se sia avvenuto il contrario. In ogni caso le carte indiane si distinguono per alcune caratteristiche: sono rotonde, generalmente dipinte a mano con schemi intricati e comprendono più di quattro semi (a volte fino a dodici).
Il termine asso deriva dal latino as, assis, cioè l'unità monetaria asse; avrebbe designato l'unità nel gioco dei dadi, sicuramente praticato nell'epoca romana e in quella medievale. Il termine avrebbe indicato anche la prima delle carte da gioco numeriche di ogni seme solo in un secondo tempo, all'arrivo delle carte da gioco saracene.

### Diffusione in Europa e prime modifiche dell'aspetto

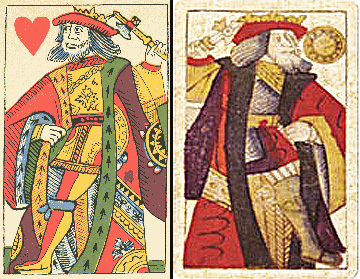
Comparazione tra il re di cuori e il re di denari di due mazzi del XVI secolo

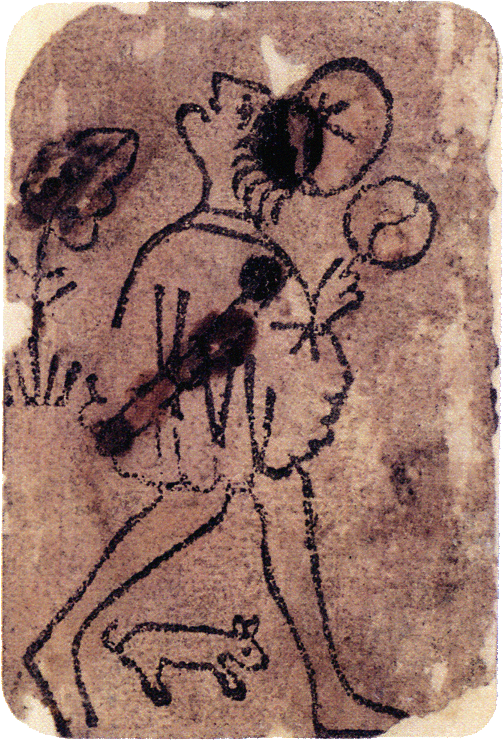
Fante di denari del mazzo «Italia 2», 1390-1410

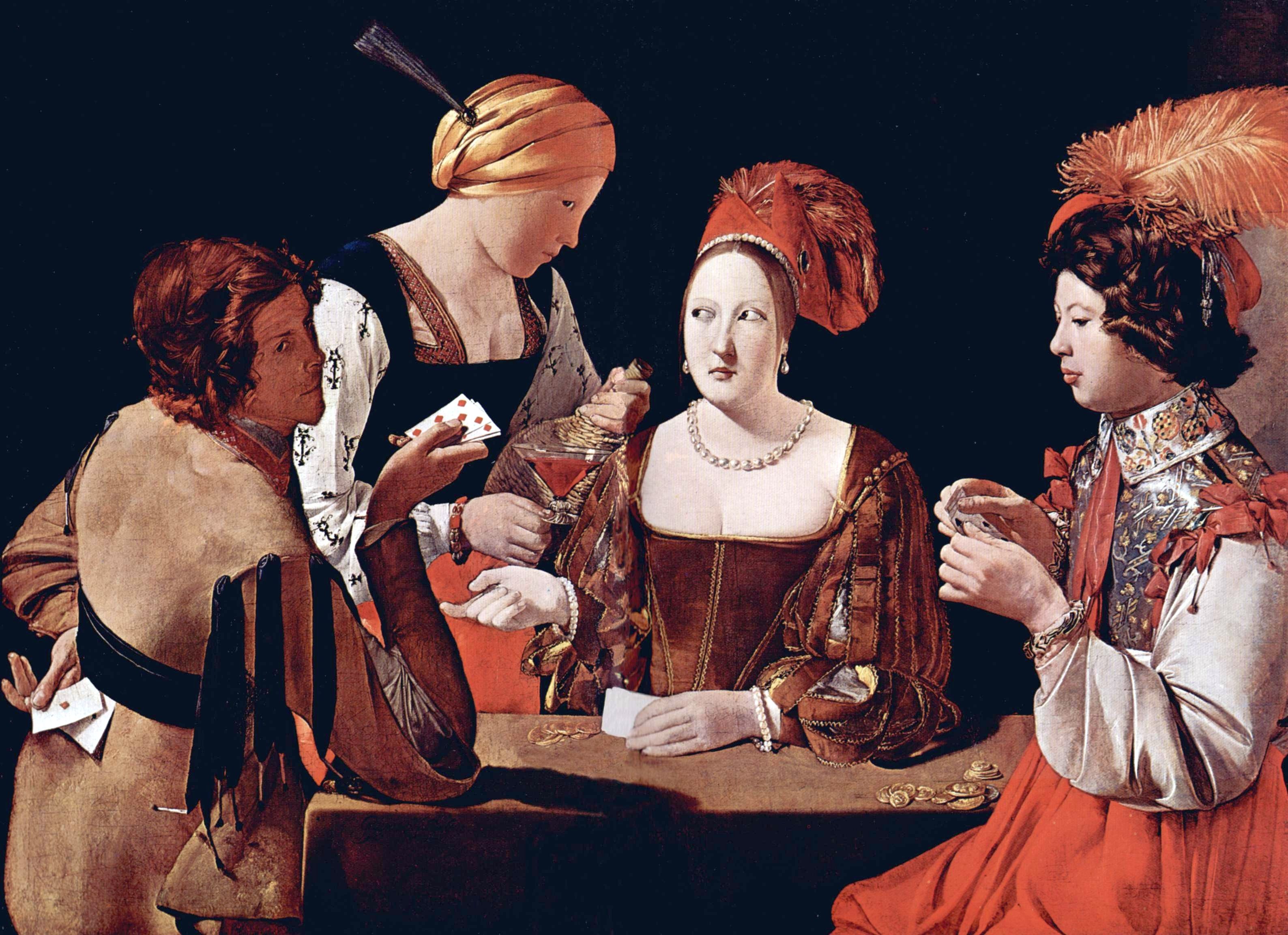
Georges de La Tour, Il baro, museo del Louvre, Parigi

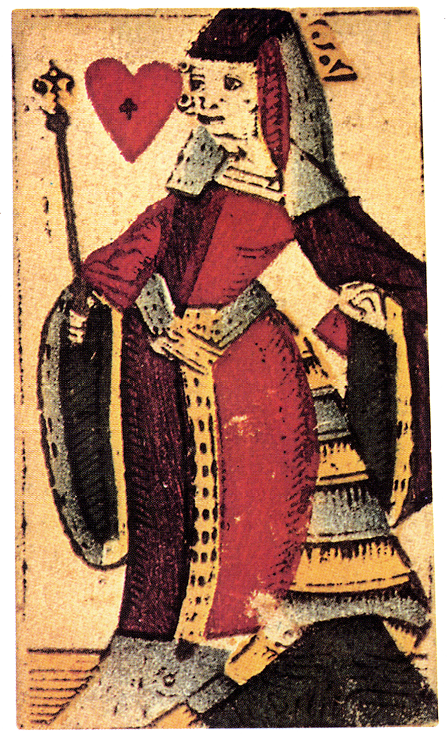
Regina di cuori di un mazzo di Claude Valentin (metà del XVII secolo)

Alla fine del XIV secolo l'uso delle carte da gioco si diffonde rapidamente in Europa. Tra i primi riferimenti, notevoli i seguenti:
- 1371: In Catalogna, Diccionari de rims de Jacme March[9]
- 23 maggio 1376: un'ordinanza fiorentina vieta il gioco delle naibbe (naibe), nome arcaico per le carte da gioco, probabilmente derivato da nā'ib (dall'arabo "deputato", peraltro nome di una delle figure delle carte mamelucche);[10]
- 1377: nel sermone Tractatus de moribus et disciplina humanae conversationis un frate domenicano di Basilea descrive un gioco di carte.[11]
- 1377: un'ordinanza parigina vieta il gioco delle carte nei giorni feriali;
- 26 ottobre 1380 a Barcellona, nell'inventario del mercante Nicolas Sarmona viene elencato «un gioco di carte (nayps) di 44 pezzi».

Il mazzo di carte europeo più antico che si conosca è quello chiamato «Italia 2», datato tra il 1390 ed il 1410 e conservato al Museo Fournier de Naipes di Vitoria. Un altro mazzo antico è il Stuttgarter Kartenspiel ("Mazzo di Stoccarda") risalente al 1430.
Risalgono al Quattrocento anche le carte dei Tarocchi, composti dall'unione di un mazzo di carte tradizionale con una serie di carte speciali dette Trionfi, e utilizzati per giochi di presa. I mazzi più famosi e più antichi di Tarocchi che siano pervenuti sino a noi furono realizzati per i Visconti di Milano e per gli Este di Ferrara. Se ne conoscono vari esemplari, tutti incompleti, conservati presso collezioni pubbliche e private in Europa e negli Stati Uniti d'America. L'unico mazzo completo giunto ai nostri giorni dal Quattrocento è quello dei Tarocchi Sola-Busca, conservato a Milano alla Pinacoteca di Brera.
Gli europei variarono molto la struttura e l'aspetto delle carte da gioco nel XV secolo. Le figure delle carte cambiarono per rappresentare le famiglie reali europee ed i loro vassalli, originariamente "re", "cavalieri" e "servi". La regina venne introdotta in modi differenti: nei più antichi mazzi tedeschi arrivati fino a noi (1440 circa) la regina rimpiazza il re in due dei semi come carta di maggior valore. Durante il XV secolo sono comuni mazzi da 56 carte contenenti re, regina, cavaliere e servo. Anche i semi variano, molti produttori non ritennero che fosse necessario avere un insieme tipico di nomi per i semi, quindi i primi mazzi ne hanno varietà differenti (pur essendo sempre in numero di quattro). Gli stampatori tedeschi produssero carte usando cuori, campane, foglie e ghiande, semi presenti anche nei mazzi della Germania meridionale e orientale per il gioco dello Skat, e nei mazzi bavaresi per il gioco del Watten e del Mao Mao (diffusi anche in Alto Adige). Le più tarde carte italiane e spagnole del XVI secolo usano spade, bastoni, coppe e denari.
È certo che il mazzo dei tarocchi fu inventato nell'Italia del Nord in questo periodo, sebbene molti credano erroneamente che sia stato importato in Europa dagli zingari. I tarocchi (intesi come unione di 22 Trionfi e 56 carte comuni) nacquero essenzialmente per svolgere complicati giochi di "presa e risposta", ma oggi trovano il loro uso più frequente in cartomanzia e per altre pratiche esoteriche: uno sviluppo cominciato nel 1780 circa, quando i filosofi occulti vollero associare i simboli sulle carte dei tarocchi ai geroglifici egizi.
I quattro semi cuori, quadri, picche e fiori hanno origine in Francia approssimativamente nel 1480 e sono probabilmente prevalsi perché più facili ed economici da riprodurre rispetto a disegni più elaborati (si veda tecniche di produzione). Il trèfle (così chiamato per la somiglianza alla foglia del trifoglio) deriva probabilmente dalla ghianda dei semi tedeschi, e così anche il pique, derivato dal seme della foglia tedesca (tuttavia assumendo il nome dell'arma, seguendo l'esempio delle spade italiane). In Inghilterra vengono usati i semi francesi, nominandoli hearts (cuori), clubs (bastoni, ma sono i fiori nostrani), spades (vanghe, a indicare le picche) e diamonds (quadri). Nel saggio del 1848 Facts and Speculations on the Origin and History of Playing Cards, l'autore britannico William Andrew Chatto si pronuncia sui nomi dei semi come segue:

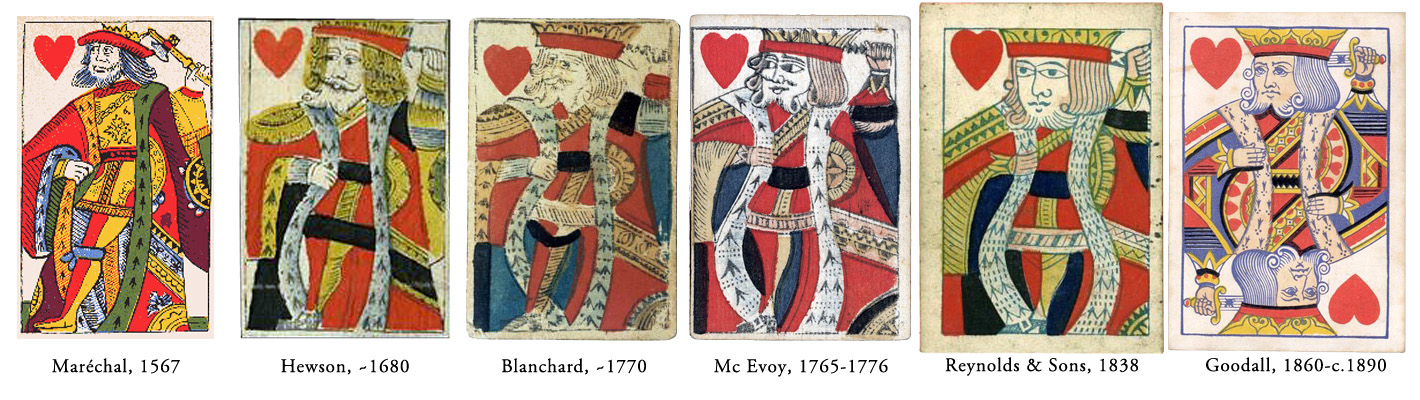
Variazione nei secoli del re di cuori dello stile di Rouen

Le figure sulle carte similmente attraversano alcuni cambiamenti in aspetto e nome. Sulle prime carte si ritrovano figure intere, e in Francia spesso hanno il nome di particolari eroi storici o fiabeschi. Rouen diventa un centro prolifico di produzione nel XVI secolo, da dove si originano molti degli elementi delle carte di corte ancora presenti nei mazzi moderni. È probabile che le carte di Rouen siano importate in Inghilterra diventandovi di uso comune, sebbene altri stili siano più popolari in Europa a quel tempo. Le figure sulle carte prodotte dagli artigiani di Rouen hanno il nome, in corrispondenza dei re di picche, cuori, quadri e fiori, rispettivamente di «David», «Alexander», «Caesar», «Charles», individuati nei personaggi storici di Davide, Alessandro Magno, Giulio Cesare e Carlo Magno. I fanti (inglese knave o, molto più tardi, jack, in francese valet) sono rispettivamente «Hector», Ettore (principe di Troia), «La Hire», il soprannome di Étienne de Vignolles (comandante francese al tempo di Giovanna d'Arco), «Ogier» (a volte «Hoger»), ovvero Uggeri il Danese (un cavaliere di Carlo Magno) e «Judas», Giuda Maccabeo (che guidò la rivolta ebraica contro i siriani). In alcuni mazzi «Judas» è sostituito da «Lancillot», ovvero Lancillotto, il famoso cavaliere della Tavola rotonda. Le regine sono «Pallas» (Pallade Atena), «Rachel», (Rachele la madre biblica di Giuseppe), «Argine» (di origine ignota, forse un anagramma di «regina») e «Judith», Giuditta (altra figura biblica). La tradizione parigina usa gli stessi nomi, ma assegnandoli a semi diversi: il re di picche, cuori, quadri e fiori erano rispettivamente Davide, Carlo Magno, Giulio Cesare e Alessandro Magno; le regine erano Pallade, Giuditta, Rachele e Argine; i fanti erano Uggeri, La Hire, Ettore e Giuda Maccabeo. Stranamente i nomi parigini ottengono più successo nei tempi a venire.
Un'altra interpretazione suggerisce che probabilmente Argine è una storpiatura di «Argeia», leggendaria principessa di Argo (nonché nome di vari personaggi della mitologia greca). Sempre secondo questa ipotesi Rachel sarebbe la storpiatura del nome «Ragnel», moglie di sir Gawain, uno dei cavalieri della tavola rotonda. In questo modo i personaggi sarebbero equamente suddivisi se accettiamo anche l'ipotesi che in realtà La Hire sia la storpiatura di «Aulus Hirtius», Aulo Irzio, uno dei comandanti di Cesare. La suddivisione è la seguente:
- personaggi biblici: David - Judith - Judas
- personaggi della mitologia greca: Alexander - Argeia - Hector
- personaggi di epoca romana: Caesar - Pallas - Aulus Hirtius
- personaggi cristiani: Charlemagne - Ragnel - Ogier

Inizialmente le carte del mazzo comunemente conosciuto come «a semi francesi» furono disegnate a figura intera, prendendo a prestito lo stile spagnolo. Molto simile al re di cuori era ad esempio il re di denari del mazzo di Phelippe Ayet. Col passare dei secoli il disegno è divenuto man mano più schematico ed alcuni particolari sono andati perduti. Il re di cuori infatti brandiva un'ascia sopra la testa e non una spada dietro la testa (motivo per il quale, oggi, viene soprannominato re suicida). Il fante di picche portava una lancia che poi è divenuta l'indecifrabile oggetto che si può osservare sulle carte di fabbricazione odierna. In ultimo, verso la fine dell'Ottocento, si è deciso di capovolgere quelle figure che avevano il seme a destra per aumentare la leggibilità delle carte quando sono disposte a ventaglio.

### Modifiche successive
Nei primi giochi i re sono la carta di valore maggiore, con nessuna eccezione. Già a partire dalla fine del 1400 si iniziò a dare un significato speciale alla carta nominalmente di valore minore, ora detto asso, tanto da renderla di valore maggiore (e dare al 2 il valore minore). Questo concetto può essere stato affrettato dalla Rivoluzione francese dove si comincia a fare giochi in cui l'asso diventa il simbolo del sorgere in potere delle classi inferiori contro la nobiltà.
Le indicazioni del valore della carta sugli angoli e sui bordi cominciano a comparire alla metà del XIX secolo per permettere di tenere le carte ravvicinate a ventaglio con una sola mano e controllarle comunque tutte (in precedenza le carte si distribuivano e si leggevano tra le due mani).
L'innovazione successiva fu quella delle figure simmetriche (o a «due teste»), in modo che un giocatore non fosse tentato di capovolgere la carta per averla dritta, dato che questo poteva dare indicazioni agli altri giocatori di quali carte avesse in mano. Questa innovazione richiese l'abbandono di alcune delle caratteristiche delle figure precedenti che erano rappresentate per intero sulla carta.

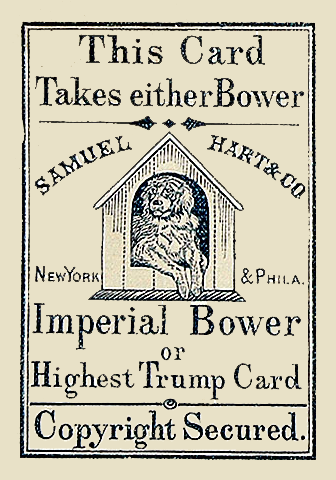
Un joker risalente al 1862

La matta, jolly o joker in inglese, è una carta creata negli Stati Uniti per il gioco dell'Euchre, che si era diffuso provenendo dall'Europa nella seconda metà del XIX secolo. Nell'Euchre le due briscole di valore maggiore sono il right bower e il left bower" (rispettivamente il fante del seme di briscola e il fante del seme dello stesso colore di quello di briscola) e il joker fu introdotto intorno negli anni cinquanta del XIX secolo come terza briscola che superasse tutte le altre (best bower) Si pensa che il nome della carta derivi da juker, il nome del gioco alsaziano da cui sarebbe derivato l'Euchre. La prima versione di un joker usato come matta che rimpiazza qualunque altra carta risale al 1875 in una variante del Poker.
Nonostante la somiglianza iconografica con Il Matto dei tarocchi si ritiene che non ci sia alcuna correlazione. Le prime versioni del joker avevano illustrazioni di vario tipo, una di un mazzo del 1862 viene descritta come riportante una tigre con la scritta Higher Trump, un'altra del 1865 che ci è arrivata non ha immagini ma semplicemente delle scritte e solo alla fine del XIX secolo l'immagine divenne stabilmente quella di un giocoliere di corte. Inizialmente i mazzi contenevano un solo joker e fu solo intorno al 1880 che iniziarono a incorporare un secondo di scorta Nei mazzi moderni uno dei due joker è generalmente più colorato e dettagliato dell'altro, sebbene questa distinzione non sia sfruttata dalla maggioranza dei giochi. I due joker sono normalmente detti «Rosso» e «Nero». Diversamente dalle figure lo stile dei joker varia grandemente, e molti produttori lo usano per imprimervi il loro marchio registrato.

## Semi
semi tedeschi
     semi francesi
     semi latini di tipo italiano
     semi latini di tipo spagnolo

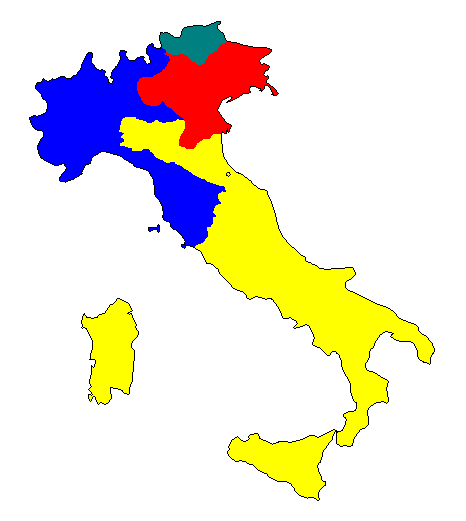
I semi delle carte da gioco in Italia
semi tedeschi
semi francesi
semi latini di tipo italiano
semi latini di tipo spagnolo

Una evidente variazione delle carte moderne riguarda i semi utilizzati. I vari semi prendono il nome dal paese di origine, ma il loro uso non coincide necessariamente con i confini nazionali. Le carte da gioco italiane ad esempio, a seconda della regione, fanno uso sia di semi italiani, sia di semi spagnoli, francesi o tedeschi.
In generale i semi iberici (spagnoli e portoghesi) e italiani condividono gli stessi tipi di simboli (bastoni, spade, denari e coppe) e sono collettivamente detti semi latini. Si differenziano principalmente tra loro in come sono rappresentati e disposti i simboli delle carte di bastoni e di spade. Nei semi spagnoli e portoghesi le spade sono dritte, mentre nei semi italiani le spade sono ricurve e disposte in modo da incrociarsi. I bastoni dei semi spagnoli e portoghesi sono nodosi randelli, quelli dei semi italiani sono sottili e dritti. Inoltre mentre nei semi italiani e portoghesi spade e bastoni sono disposti in modo da intrecciarsi, in quelli spagnoli non si intrecciano.

### Semi francesi
| Seme         |                |                  |                  |                           |
| ------------ | -------------- | ---------------- | ---------------- | ------------------------- |
| Albanese     | Kupë           | Karo             | Spathi           | Maç                       |
| Bielorusso   | Чырва          | Звонка           | Трэфа / Жолудзь  | Пiка / Дзiда              |
| Bulgarо      | Купа           | Каро             | Спатия           | Пика                      |
| Ceco         | Srdce          | Кára             | Kříže            | Piky                      |
| Corso        | Coppe/Coppi    | Dinari/Danari    | Bastoni/Fiori    | Spade/Spadi/Picche/Picchi |
| Francese     | Cœur           | Carreau          | Trèfle           | Pique                     |
| Giapponese   | Hāto (ハート?) | Daiya (ダイヤ?)  | Kurabu (クラブ?) | Supēdo (スペード?)        |
| Inglese      | Hearts         | Diamonds         | Clubs            | Spades                    |
| Italiano     | Cuori          | Quadri           | Fiori            | Picche                    |
| Toscano      | Cori           | Mattoni          | Fiori            | Picche                    |
| Lombardo     | Còpp           | Quader           | Fior             | Picch                     |
| Ligure       | Coppe          | Dinæ             | Scioî            | Spâ                       |
| Siciliano    | Coppa          | Aremi            | Mazza            | Spati                     |
| Sardo        | Cupas          | Orus             | Bastus           | Spadas                    |
| Montenegrino | Kupa           | Dinara           | Krsta            | Mača                      |
| Olandese     | Harten         | Ruiten           | Klaveren         | Schoppen                  |
| Polacco      | Kier           | Karo             | Trefl            | Pik                       |
| Portoghese   | Copas          | Ouros            | Paus             | Espadas                   |
| Rumeno       | Cupe           | Carale / Carouri | Trefle           | Pici                      |
| Russo        | Черва          | Бубна            | Трефа / Крести   | Пика / Вини               |
| Spagnolo     | Corazones      | Diamantes        | Tréboles         | Picas                     |
| Tedesco      | Herz           | Karo             | Kreuz / Treff    | Pik                       |
| Tunisino     | Kobb كبّ        | Dìnèri ديناري    | Basṯùn بسطون     | Sbàṯa سباطا               |
| Turco        | Kupa           | Karo             | Sinek            | Maça                      |
| Ungherese    | Kör            | Káró             | Treff            | Pikk                      |

Il mazzo principale in uso oggi consiste di 54 carte, ed include 13 carte per ognuno dei 4 semi (cuori ♥, quadri ♦, fiori ♣ e picche ♠, figure simmetriche sullo stile delle carte di Rouen) e due jolly (uno dei quali più colorato dell'altro). Le 13 carte per ogni seme sono composte da dieci carte numeriche, dall'1 (l'asso) fino al 10 (ognuna delle quali riportante tanti simboli del suo seme corrispondenti al suo valore numerico - il simbolo dell'asso è notevolmente più grosso di quello delle altre carte), da un fante, da una regina e da un re. Generalmente su due angoli opposti, quello in alto a sinistra e in basso a destra, (o, in alcuni casi, su tutti e quattro gli angoli) è riportato il valore della carta per facilitarne l'identificazione quando sono tenute in mano a ventaglio.
L'asso di picche ha un simbolo di solito più grosso e decorato degli altri, in una tradizione iniziata dopo una legge promulgata da Giacomo I d'Inghilterra che richiedeva una stampigliatura su quella carta come prova del pagamento della tassa sulla produzione delle carte da gioco.

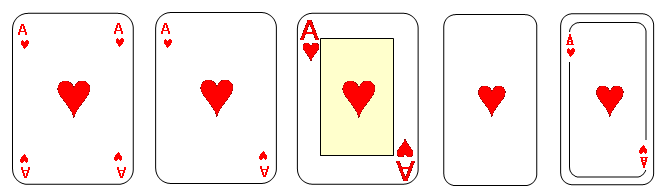
alcune varianti dello stile internazionale: da sinistra carte da bridge, poker, blackjack, regionali, regionali con indici

Sebbene alcuni elementi delle figure siano raramente usati in gioco alcuni sono degni di nota:
- Il fante di picche e quello di cuori sono disegnati di profilo e pertanto vennero soprannominati (nei paesi anglosassoni) one-eyed Jack («fante orbo»), mentre gli altri di fronte;
- Il re di cuori ha alle volte una spada dietro alla sua testa e pertanto venne soprannominato re suicida. Originariamente, come spiegato più sopra, era un'ascia che la figura brandiva e che si è trasformata a causa del deterioramento dei dettagli nel tempo[25].

Le carte da gioco hanno una dimensione tipica, detta bridge size (3,5 pollici - 89 mm di altezza × 2,25 pollici di larghezza - 57 mm), che è quella più utilizzata. La poker size ha la stessa altezza ma è lievemente più larga (2,5 pollici - 62 mm).
I mazzi di Blackjack per casinò alle volte includono dei segni per essere identificate da una macchina, e in generale i mazzi da casinò hanno indici su tutti e quattro gli angoli anziché solo su due. Molti dei mazzi hanno grandi indici per l'uso in giochi di stud poker dove la possibilità di leggere le carte da lontano è un beneficio e le dimensioni delle mani di gioco sono piccole.
Per abbreviare il nome delle carte si usa generalmente (per le carte numeriche) il suo valore seguito dal suo seme (eccetto l'Asso indicato con "A"), mentre per le figure si usa "J", "Q" e "K" rispettivamente per "Fante", "Regina" e "Re" (sono le abbreviazioni dei nomi inglesi Jack, Queen e King). Per esempio le carte del seme di picche sono: "A♠", "2♠", "3♠", "4♠", "5♠", "6♠", "7♠", "8♠", "9♠", "10♠", "J♠", "Q♠", "K♠".

#### Simboli dei semi francesi in Unicode
Lo standard Unicode definisce 8 caratteri per i semi delle carte, da U+2660 a U+2667:
| Seme   | ♠           | ♡             | ♢              | ♣          | ♤              | ♥          | ♦           | ♧             |
| nome   | picche nere | cuori bianchi | quadri bianchi | fiori neri | picche bianche | cuori neri | quadri neri | fiori bianchi |
| valore | U+2660      | U+2661        | U+2662         | U+2663     | U+2664         | U+2665     | U+2666      | U+2667        |

#### Francesi con colori tedeschi
| Seme     | ♥     | ♦       | ♣             | ♠      |
| Tedesco  | Herz  | Karo    | Kreuz (Treff) | Pik    |
| Italiano | Cuori | Quadri  | Fiori         | Picche |
| Francese | Cœur  | Carreau | Trèfle        | Pique  |

Dopo la riunificazione tedesca sono stati introdotti dei mazzi con semi francesi e colori tedeschi, con i quadri di colore giallo arancio come i campanelli, e le picche verdi come le foglie, come compromesso nazionale tra regioni che usano i semi francesi e quelle che usano i semi tedeschi.
Queste carte sono utilizzate nei tornei internazionali di Skat.

### Semi "latini"

#### Italiani
Questi mazzi sono usati solo in alcune zone dell'Italia settentrionale (grosso modo l'ex Repubblica di Venezia, incluse Bergamo e Brescia, e nel bolognese). Nelle restanti zone d'Italia sono diffusi mazzi di tipo "spagnolo" o di altro tipo (vedi sotto). Sono inoltre i più simili ai mazzi di tarocchi
| Seme nelle carte bergamasche |                 |               |               |               |
| Seme nelle carte trevigiane  |                 |               |               |               |
| Seme nelle carte triestine   |                 |               |               |               |
| Seme nelle carte trentine    |                 |               |               |               |
| Seme nelle carte bresciane   |                 |               |               |               |
| Seme nelle carte bolognesi   |                 |               |               |               |
| Italiano                     | Coppe           | Denari        | Bastoni       | Spade         |
| Spagnolo                     | Copas           | Oros          | Bastos        | Espadas       |
| Tedesco                      | Kelche          | Münzen        | Stäbe         | Schwerter     |
| Giapponese                   | Kappu (カップ?) | Kahei (貨幣?) | Konbō (棍棒?) | Tsurugi (剣?) |

I semi italiani, oggi diffusi soprattutto in Italia settentrionale, sono bastoni, ori o denari, spade e coppe. Hanno le spade in forma di scimitarre e i bastoni in forma di scettri o mazze cerimoniali. Le coppe sono a base squadrata e poco colorate mentre i denari sembrano più raffigurazioni di fiori e l'oro è poco presente. Gli assi elaborati possono riportare un motto. Nelle carte trevisane, per esempio, i motti riprendono la tradizione popolare e sono i seguenti:
- Asso di Coppe: "Per un punto Martin perse la cappa";
- Asso di Bastoni: "Se ti perdi tuo danno";
- Asso di Spade: "Non ti fidare di me se il cuore ti manca";
Asso di Denari: "Non val saper a chi ha fortuna contra".

#### Spagnoli
Oltre che in Spagna, sono usati nei paesi latino americani di lingua spagnola, nella regione del Rossiglione francese e in molte regioni italiane, dall'Emilia alla Sicilia alla Sardegna. Le carte sono inoltre prodotte specificatamente per il gioco dell'Aluette, diffuso in Bretagna e Bordeaux.
| Seme nella baraja española  |       |        |         |         |
| Seme nelle carte piacentine |       |        |         |         |
| Seme nelle carte napoletane |       |        |         |         |
| Seme nelle carte siciliane  |       |        |         |         |
| Seme nelle carte romagnole  |       |        |         |         |
| Seme nelle carte sarde      |       |        |         |         |
| Spagnolo                    | Copas | Oros   | Bastos  | Espadas |
| Italiano                    | Coppe | Denari | Bastoni | Spade   |

I semi di origine spagnola sono bastoni, ori o denari, spade e coppe. Rispetto ai corrispettivi italiani si notano i bastoni in forma di tronchi o randelli e le spade più corte e dritte. Inoltre le coppe sono più elaborate e spesso panciute mentre i denari rappresentano chiaramente delle monete dorate.
Gli spagnoli hanno un mazzo speciale, detto baraja española.

#### Marocchini
| Seme     |       |        |         |         |
| Spagnolo | Copas | Oros   | Bastos  | Espadas |
| Italiano | Coppe | Denari | Bastoni | Spade   |

In Marocco le carte da gioco seguono i semi spagnoli nella variante Cadíz (che è una variante della baraja spagnola destinata soprattutto all'esportazione).

### Semi germanici

#### Tedeschi e austriaci
| Seme bavarese |          |                 |         |                                   |
| Tedesco       | Herz Rot | Schellen Schell | Eichel  | Gras Grün Laub Blatt Schippen Pik |
| Italiano      | Cuori    | Campanelli      | Ghiande | Foglie                            |

Le carte tedesche e austriache hanno un aspetto diverso. Mentre nella Germania renana e settentrionale sono in uso carte di modello francese, nella Germania del sud, nell'Austria, nell'Alto Adige e nell'Europa danubiana, sono diffusi i mazzi tradizionali con cuori, campanelli, foglie e ghiande (che sostituiscono rispettivamente cuori, quadri, picche e fiori). Si usano anche in altre aree d'Italia ove sono presenti minoranze di lingua tedesca, in Slovenia, Ungheria, Repubblica Ceca, Croazia, Slovacchia, Bosnia e Transilvania. Ad esempio, nella Valcanale (Friuli Venezia Giulia) si gioca a "Schnaps" (variante più semplice del "Bauernschnapsen" austriaco), un gioco con venti carte e di conseguenza con partite molto brevi.
Il mazzo di carte regionale a semi tedeschi usato nell'Alto Adige è detto Salisburghese (Salzburger), composto un tempo da 36 ed ora più frequentemente da 40 carte a figure intere. Il particolare che più lo differenzia (oltre ai semi) dagli altri mazzi regionali italiani sono i valori. Nell'ordine sono presenti l'Ass (l'asso), le carte numerali del 5, del 6 (che includono il Weli, che ha funzione di Joker in vari giochi), del 7, dell'8, del 9 e del 10 e le figure, che sono l'Unter / Bube (il Fante o Valletto Inferiore) l'Ober / Dame (il Fante o Valletto Superiore) ed il König (il Re).

#### Svizzeri
| Seme     |          |            |         |       |
| Tedesco  | Schilten | Schellen   | Eichel  | Rosen |
| Italiano | Scudi    | Campanelli | Ghiande | Rose  |

Per giocare al gioco nazionale svizzero, chiamato Jass, ad est della linea Brünig-Napf-Reuss si usa un mazzo di 36 carte, che ha due semi in comune con le carte tedesche (ghiande - Eicheln e campanelli - Schellen) e due semi diversi (scudi - Schilten e rose - Rosen). I valori vanno dal sei al nove, la Bandiera (Banner) corrisponde ai 10, poi vi sono le figure Under, Ober, König ed infine un Due con valore di Asso (As, Sau, Daus).

### Mazzi giapponesi
| Seme       |                       |                     |                     |                       |                          |
| Italiano   | Coppe                 | Denari              | Bastoni             | Spade                 | Vortici                  |
| Portoghese | Copas                 | Ouros               | Paus                | Espadas               | Girars                   |
| Giapponese | Kotsu (コツ?)         | Ōru (オウル?)       | Pao (パオ?)         | Isu (イス?)           | Guru (グル?)             |
| Giapponese | Seihai (聖杯? calici) | Kahei (貨幣? soldi) | Konbō (棍棒? mazze) | Tōken (刀剣? pugnali) | Kaiten (回転? rotazioni) |

In Giappone le carte da gioco sono state introdotte dai portoghesi e successivamente sono state modificate creando il mazzo da 48 carte tenshō karuta con i classici 4 semi: denari, coppe, bastoni, spade.
In seguito è nato il mazzo da 75 carte unsun karuta con 5 semi: denari, coppe, bastone, spade, vortici.
Poiché molti giochi non necessitavano di una distinzione tra semi, si sono sviluppati set da 40 o 48 carte di un seme solo (denari o bastoni), dove ogni numero si ripete quattro volte, per esempio le kabufuda.
Infine sono nate le hanafuda, mazzi da 48 carte che hanno dei motivi floreali come base per i 12 semi (un fiore per ogni mese dell'anno).

## Tecniche di produzione
La manifattura delle carte era interamente artigianale. La tecnica utilizzata era piuttosto costosa e non consentiva la produzione di massa. Alcuni sostengono che l'arte di incidere il legno, che portò alla stampa, sia nata addirittura per la necessità di stampare le carte da gioco. Ammesso che sia vero, bisogna dunque assumere che i primi produttori o pittori di carte di Ulma, Norimberga e di Augusta risalenti a un periodo tra il 1418 e il 1450 furono probabilmente anche incisori di legno.
Quel che è certo è che le carte vengono inizialmente stampate con il metodo della xilografia: sui fogli di carta vengono impressi i disegni mediante matrici incise nel legno, quindi colorate a mano sovrapponendo varie mascherine e utilizzando tamponi imbevuti di inchiostro - il che, per le produzioni più economiche implicava numerose sbavature.
Il motivo principale del successo dei semi francesi e della loro diffusione nel mondo è legato probabilmente all'economicità della loro stampa: data la colorazione a tinta unita di questi semi le carte numerali possono essere prodotte direttamente mediante la sovrapposizione delle maschere senza dover passare per la xilografia (comunque necessaria per le figure).
Non si ha notizia di evoluzione nella stampa delle carte fino all'inizio del 1800 quando venne introdotta la litografia, più economica della xilografia, ma si deve arrivare al 1900 e all'introduzione della cromolitografia per poter produrre le carte da gioco senza bisogno di colorarle a mano.
Il processo produttivo che porta alla realizzazione di un mazzo di carte da gioco inizia con la scelta del materiale più adatto: cartoncino o plastica.
Le carte vengono impresse su fogli unici a cui successivamente viene applicato uno strato di vernice per aumentarne la luminosità, la brillantezza dei colori, la viscosità e la durata nel tempo.
Nel mercato odierno, sono presenti alcuni prodotti che, grazie a particolari trattamenti superficiali quali la calandratura e telatura, garantiscono una maggiore durata nel tempo sia per un uso casalingo che professionale del mazzo.
Successivamente, i fogli vengono tagliati e predisposti in bande, cioè in strisce verticali che, a loro volta, vengono passati in una lama e quindi tagliati in singole carte. I mazzi di carte ottenuti, attraversano il processo automatizzato di arrotondamento degli angoli, per giungere quindi alla forma tipica della carta da gioco moderna.
Infine, ogni mazzo viene confezionato ed avvolto in cellophane ed inserito nell'astuccio pronto per la distribuzione e l'utilizzo.